# Teatro Carmelo Bene
Il Teatro Carmelo Bene al Divino Amore è il locale dove Carmelo Bene e gli allora amici, facenti parte di una compagnia teatrale, tenevano gli spettacoli, dopo il sequestro e la chiusura definitiva del Teatro Laboratorio, esperienza breve per Bene, come l'altra precedente del Beat '72, la cui apertura avvenne nel 1966. Nella Vita di Carmelo Bene leggiamo:
« Prendo questo teatro semiabbandonato dalle parti di Fontanella Borghese, in vicolo del Divino Amore. Per tagliar corto lo chiamo “Carmelo Bene”. È stato il mio ultimo laboratorio di ricerca, prima del cinema e dei grandi teatri di fine anni '70 e '80. Gli spettatori stavano incastrati nei banchi di scuola dell'epoca, stile lager ».
Carmelo Bene farà solo due spettacoli nel suo omonimo teatro, un Majakovskij (dal 30 gennaio al 26 febbraio) e l'Arden of Feversham (dal 15 al 29 gennaio 1968), mentre i suoi amici Leo de Berardinis e Perla Peragallo circa due mesi dopo vi rappresenteranno un Macbeth. Prima di chiuderlo Carmelo Bene lascia il locale agli altri della compagnia.

## Spettacoli di Carmelo Bene alTeatro Carmelo Bene
- Arden of Feversham, di anonimo elisabettiano. Rielaborazione di Carmelo Bene e Salvatore Siniscalchi. Con G. Davoli, M. Nevastri, L. Mancinelli, F. Gulà, N. Davoli, A. Vincenti. Roma, Teatro Carmelo Bene.
- Spettacolo-concerto Majakovskij (IV edizione). Musiche dal vivo di V. Gelmetti. Roma, Teatro Carmelo Bene

## Curiosità
- Durante l'atto finale di questo suo Majakovskij al Divino Amore, Carmelo Bene impugna una vera pistola, in procinto di simulare il suicidio del grande poeta russo, mentre in platea la madre, terrorizzata, si aggrappa a Gaio Fratini, temendo che il figlio si suicidi per davvero. A fine spettacolo la madre « si precipita... in camerino, lui ancora tutto truccato di rimmel, pallore e smoking nero: “Non lo fare più figlio mio!” »[3].